# Prolopadorrhynchus nationalis
Prolopadorrhynchus nationalis är en ringmaskart som först beskrevs av Reibisch 1895.  Prolopadorrhynchus nationalis ingår i släktet Prolopadorrhynchus och familjen Lopadorrhynchidae. Inga underarter finns listade i Catalogue of Life.